# Chrastné
Chrastné – wieś (obec) na Słowacji położona w kraju koszyckim, w powiecie Koszyce-okolice. Pierwsze wzmianki o miejscowości pochodzą z roku 1427. 
Według danych z dnia 31 grudnia 2012, wieś zamieszkiwało 460 osób, w tym 230 kobiet i 230 mężczyzn.
W 2001 roku rozkład populacji względem narodowości i przynależności etnicznej wyglądał następująco:
- Słowacy – 98,03%
- Czesi – 0,56%
- Romowie – 0,56%
- Węgrzy – 0,84%

Ze względu na wyznawaną religię struktura mieszkańców kształtowała się w 2001 roku następująco:
- Katolicy rzymscy – 59,55%
- Grekokatolicy – 8,71%
- Ewangelicy – 21,63%
- Ateiści – 0,84%
- Nie podano – 1,12%